# Бича (приток Иртыша)
Би́ча (
сибирскотат. 
Бечей; до слияния с Малой Бичей — Большая Бича) — река в России, протекает в Тюменской и Омской областях. Устье реки находится в 934 км по правому берегу реки Иртыш.
Длина реки составляет 160 км. Площадь водосборного бассейна — 2630 км².

## Бассейн
- 19 км: Тоурнас
- 36 км: Тайгуса
- 57 км: Малая Бича
  - 19 км: Азы
  - 45 км: Карюшка
  - Неясовка
  - Крутая
  - 95 км: Кайтым
  - Большая Кайна
    - Малая Кайнара

  - Инга
    - Чантаир

  - Карагали
- 76 км: Юна
- 88 км: Ангул
- 97 км: Тина
  - 4 км: Малая Тина
- Азуль
- Чаг
- 142 км: Карагай

## Данные водного реестра
По данным государственного водного реестра России относится к Иртышскому бассейновому округу, водохозяйственный участок реки — Иртыш от впадения реки Ишим до впадения реки Тобол, речной подбассейн реки — бассейны притоков Иртыша от Ишима до Тобола. Речной бассейн реки — Иртыш.